# 静岡県道53号富士宮停車場線
静岡県道53号富士宮停車場線（しずおかけんどう53ごう ふじのみやていしゃじょうせん）は、静岡県富士宮市を通る県道（主要地方道）である。

## 概要
JR身延線富士宮駅駅前と富士宮市中央町静岡県道76号富士富士宮由比線交点（中央町交差点）を結ぶ。

### 路線データ
- 陸上距離 ： 0.3 km
- 起点 ： 静岡県富士宮市中央町（富士宮駅交差点（JR東海身延線 富士宮駅前）、静岡県道414号富士富士宮線交点）
- 終点 ： 静岡県富士宮市中央町（中央町交差点、静岡県道76号富士富士宮由比線交点）

## 歴史
- 1993年（平成5年）5月11日 - 建設省から、県道富士宮停車場線が富士宮停車場線として主要地方道に指定される[1]。

## 地理

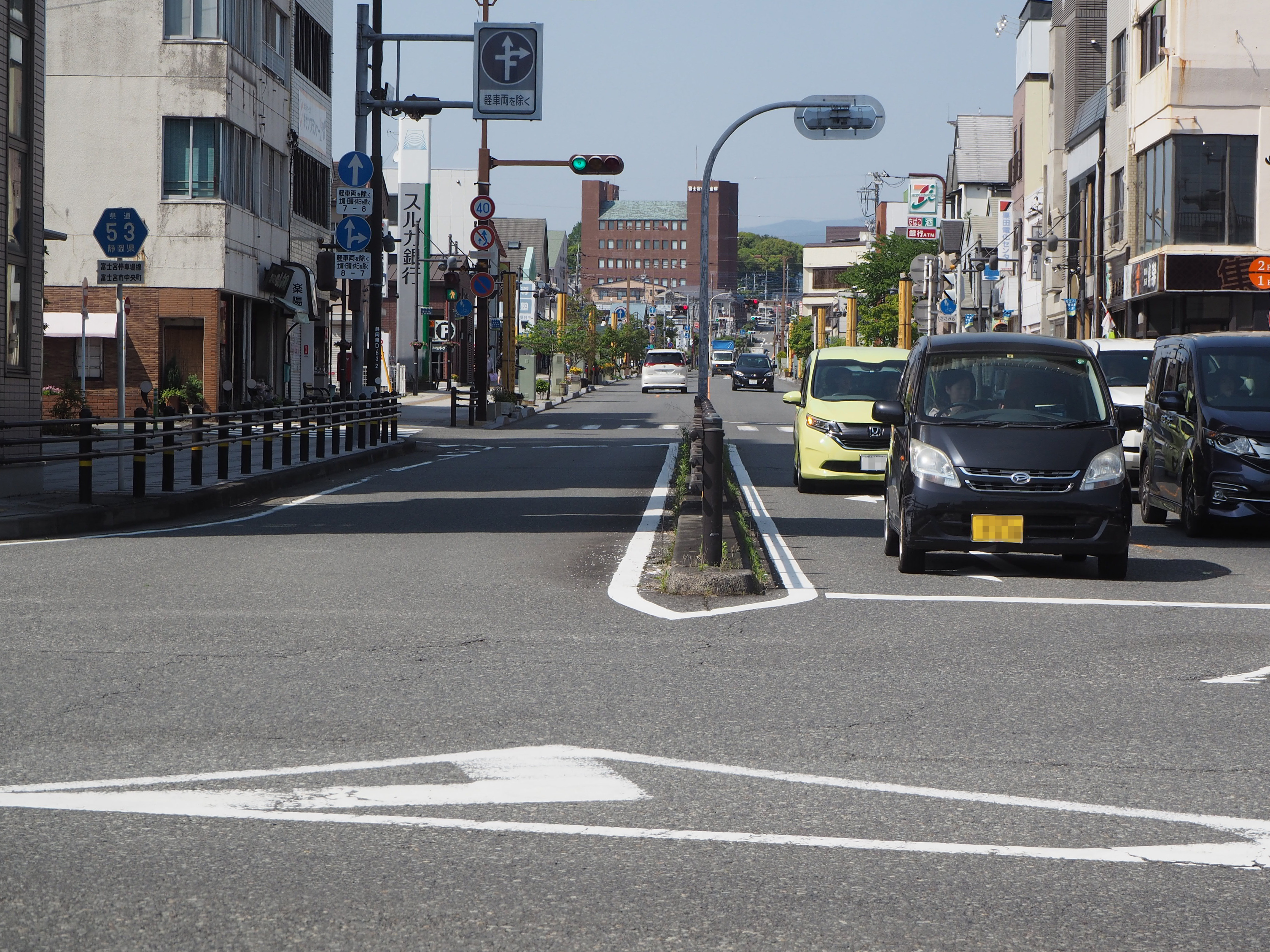
静岡県道53号（富士宮駅前から）

### 通過する自治体
- 富士宮市

### 交差する道路
| 交差する道路                 | 交差する場所 | 交差する場所            |
| ---------------------------- | ------------ | ----------------------- |
| 静岡県道414号富士富士宮線    | 中央町       | 富士宮駅前交差点 / 起点 |
| 静岡県道76号富士富士宮由比線 | 中央町       | 中央町交差点 / 終点     |

### 沿線
- JR東海身延線 富士宮駅